# Styringomyia vritra
Styringomyia vritra is een tweevleugelige uit de familie steltmuggen (Limoniidae). De soort komt voor in het Oriëntaals gebied.